# Брацлавский сельсовет
Брацлавский сельсовет — сельское поселение в Адамовском районе Оренбургской области Российской Федерации.
Административный центр — село Брацлавка.

## История
Статус и границы сельского поселения установлены Законом Оренбургской области от 2 сентября 2004 года № 1424/211-III-ОЗ «О наделении муниципальных образований Оренбургской области статусом муниципального района, городского округа, городского поселения, установлении и изменении границ муниципальных образований».

## Население
| 2010  | 2012  | 2013  | 2014  | 2015  | 2016  | 2017  |
| ----- | ----- | ----- | ----- | ----- | ----- | ----- |
| 1504  | ↘1456 | ↘1441 | ↘1377 | ↘1341 | ↘1312 | ↘1291 |
| 2018  | 2019  | 2020  | 2021  |       |       |       |
| ↘1227 | ↘1197 | ↘1149 | ↘1103 |       |       |       |

## Состав сельского поселения
| № | Населённый пункт | Тип населённого пункта       | Население |
| - | ---------------- | ---------------------------- | --------- |
| 1 | Аневка           | село                         | 254       |
| 2 | Брацлавка        | село, административный центр | 947       |
| 3 | Каинсай          | село                         | 111       |
| 4 | Каменецк         | село                         | 192       |